# Automatisk pedalväxling
Med automatisk pedalväxling på en piporgel kopplas en på förhand inställd stämkombination i pedalverket automatiskt in, så snart händerna lämnat huvudmanualen och trycker ned någon eller några tangenter på en annan manual. Bäst är om den spelande själv kan ställa in önskade pedalkombinationer.
Automatisk pedalväxling hör enbart samman med pneumatiska och elektriska system.